# 泽利格陨坑
泽利格陨坑（Seeliger）是月球正面位于中央湾东南附近一座相对较小的撞击坑，其名称取自德国天文学家胡戈·冯·泽利格(1849年9月23日-1924年12月2日)1935年被国际天文联合会批准接受。

## 描述

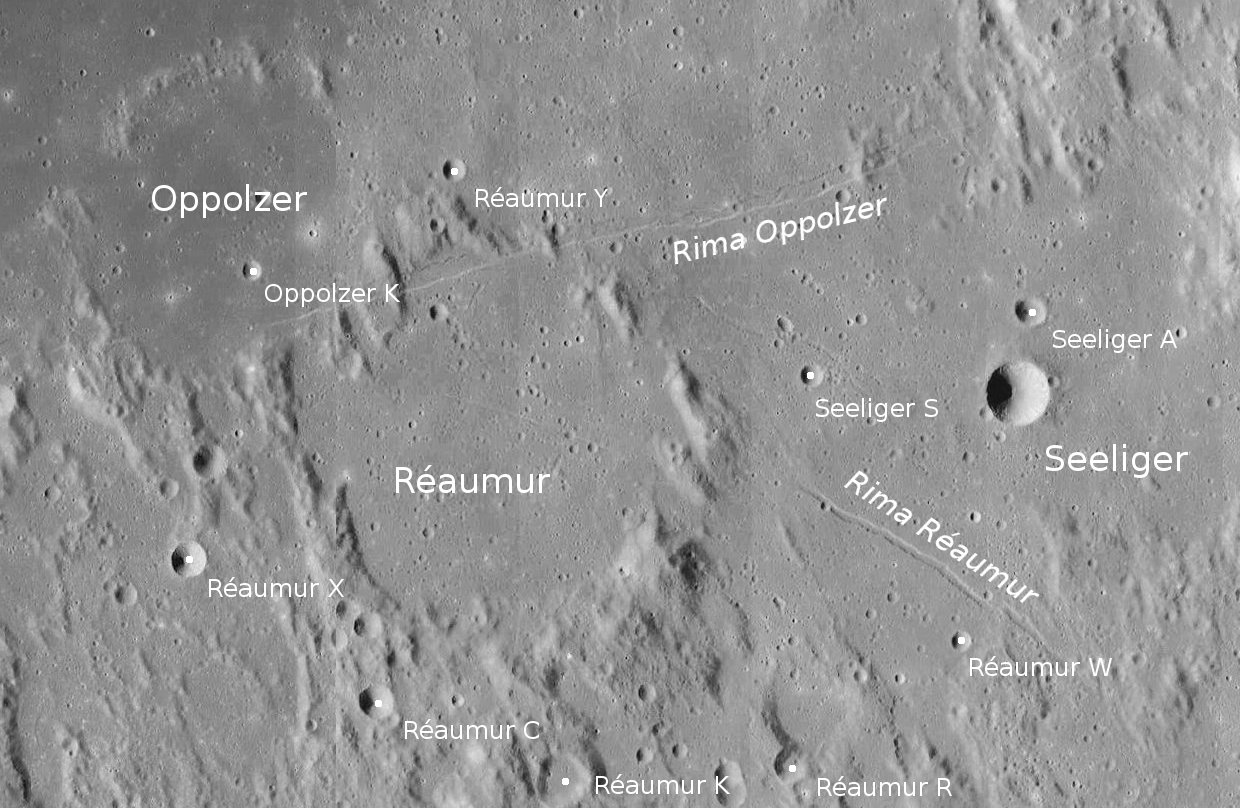
月球勘测轨道器拍摄

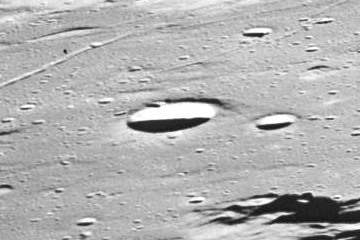
阿波罗10号拍摄的西向斜视照

该陨坑西邻列奥米尔陨石坑、西北靠近小陨坑布鲁斯和布莱格、雷蒂库斯陨石坑坐落在东北、东南偏东是皮克林陨石坑、霍罗克斯陨石坑和依巴谷环形山位于它的东南、西南则是于尔登陨石坑。陨坑的西南是一条直线状向西北延伸的列奥米尔月溪，西北是长110公里的奥波尔策月溪，将泽利格陨坑所在的月海区与中央湾隔开。该陨坑中心月面坐标为2°13′S 3°00′E / 2.22°S 3°E，直径8.3公里，深度1.81公里。
这座圆杯状的陨坑几乎无明显的撞击侵蚀。内壁坡平整光滑，上半部带有较高的反照率；坑壁平均高出周边地形300米，内部容积约有20公里³。从克莱门汀号飞船拍摄的照片上可看到一座并非该类陨坑所拥有的小中央峰。

## 卫星陨石坑
按照惯例，最靠近泽利格陨石坑的卫星坑在月图上以字母标注在该坑中心点的旁边。

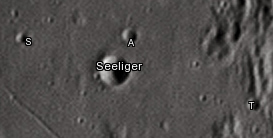
戴维·坎贝尔图片.

| 泽利格 | 纬度   | 经度   | 直径   |
| ------ | ------ | ------ | ------ |
| A      | 1.8° S | 3.0° E | 4 公里 |
| S      | 2.1° S | 2.1° E | 4 公里 |
| T      | 2.2° S | 4.4° E | 4 公里 |